# کنفرانس ضد جنگ در قاهره
کنفرانس ضد جنگ در قاهره (انگلیسی: Cairo Anti-war Conference)؛ (عربی: مؤتمر القاهرة لمناهضة الحرب) علیه هژمونی آمریکا و جنگ در عراق و در همبستگی با فلسطین بود. نام دیگر این اجلاس بسیج مردمی برای حمایت از مقاومت در فلسطین و عراق بود که بنام اجلاس ضد جنگ قاهره نام گرفت. این اجلاس از سال ۲۰۰۲ در قاهره پایتخت مصر برگزار شده‌است. این اجلاس کمک کرد تا در ۱۵ فوریه سال ۲۰۰۳ تظاهراتی جهانی برگزار شود. در سال ۲۰۰۹ محمد حسنی مبارک مانع شد که این اجلاس برگزار شود.

## کنفرانس اول قاهره
اولین کنفرانس قاهره در روزهای ۱۷ تا ۱۹ سپتامبر سال ۲۰۰۲ در هتل کنراد در ساحل رود نیل برگزار شد. در این اجلاس ۴۰۰ نفر شرکت کردند. در میان سخنرانان دکتر هانس ون اسپانک دیده می‌شدند. ریاست این اجلاس با احمد بن بلا رئیس‌جمهور سابق الجزایر بود.
یکی از نتایج این اجلاس صدور اطلاعیه قاهره بود که در آن موضعی قاطع علیه جنگ در عراق گرفته شد. در این اجلاس بر تأثیرات منفی سرمایه‌داری و تسلط آمریکا بر مردم جهان از جمله مردم آمریکا و اروپا تأکید شد.

## کنفرانس دوم -۲۰۰۳
این کنفرانس در روزهای ۱۳ و ۱۴ دسامبر سال۲۰۰۳ در مقر اصلی اتحادیه روزنامه نگاران و خبرنگاران مصری در قاهره برگزار شد. در این اجلاس ۸۰۰ نفر شرکت داشتند. اعضای مخالف جنگ در پارلمان انگلستان مانند جرج گالاوای، تونی بین و سلمی یعقوب و نیز رمزی کلارک نماینده سابق مجلس نمایندگان آمریکا از جمله سخنرانان این اجلاس بودند.

## کنفرانس سوم – ۲۰۰۵
در این کنفرانس از گروه‌های سیاسی و فعالان مستقل مصری دعوت شده بود تا در روزهای ۲۴ تا ۲۷ مارس سال ۲۰۰۵ در آن شرکت کنند و از فعالیتهایی که داشته‌اند سخن بگویند.
پیش از این کنفرانس نماینده مرکز پژوهشهای سوسیالیستی در مصر از کمیته‌های خارجی خواست که در این اجلاس شرکت کنند تا از سرکوبی اینگونه فعالیت‌ها جلوگیری شود. او گفت «به هر میزانی که افراد خارجی در این اجلاس شرکت کنند و شخصیتهای معروف در آن حضور بیابند برای مقامات مصری سخت خواهد شد که بتوانند دهان‌های ما را ببندند و ما را ساکت کنند.»

## کنفرانس چهارم-۲۰۰۶
کنفرانس در روزهای ۲۳ تا ۲۶ مارس سال ۲۰۰۶ با شعار "بسیج جهانی علیه اشغالگری آمریکا و صهیونیزم "، برگزار شد. در این اجلاس در مورد شیوه‌های حمایت از مقاومت فلسطین و طرحهای تصفیه سازمانهای فلسطینی و لبنانی و همبستگی با مشکلات خلق‌ها در جهان و عربهای ایران که خواهان دمکراسی و علیه رژیم‌های حاکم در منطقه هستند سخنرانی شد.